# はいぱぁナイト
はいぱぁナイトは、1989年〜1996年にKBS京都で放送された、若者向け深夜ラジオ番組である。
1989年4月3日に『ミュージックステーション』の後番組として開始。毎週月 - 金の22:00 - 24:00に放送。
ただし、ナイター中継が伸びた場合は放送時間が短縮された。1996年3月に終了。後番組は『ハイヤングKYOTO (第二期)』。

## 概要

### 誕生までの経緯
それまでの全曜日京都本社からの生放送を改め、平日枠を東京・原宿スタジオからの生放送とする形で始まったのが当番組である。当初は声優あるいは音楽関係者をパーソナリティーに雇用する目的があったようである。
当時団塊ジュニア世代の子供の数に注目してリスナー参加型のコーナーに力を入れたり、頻繁に地元・京都などで握手会やバスツアー等を頻繁に行っていた。
なお、当番組開始当初は箱番組として『中村由真のマジカルYUMAランド』（1989年4月 - 1990年3月）、『工藤夕貴の必殺!おもしろ塾』（1989年4月から。1990年4月から『THE工藤夕貴ラジオとびます!とびます!!』に改題。1991年9月まで放送）が当番組中で放送されていた。

### 人気大爆発へ
冨永みーなが担当する月曜以外は軒並み聴取率が低迷したため、頻繁にパーソナリティーが降板した。しかし、金曜担当となった日髙のり子の意図せぬ形での大ブレイクをはじめとして、他の曜日もこれに触発される形で各自の個性を多くのリスナーにアピールすることに成功するなど、一気に番組全体の人気が大爆発し、各曜日のパーソナリティー同士の交流も盛んになった。
この人気大爆発は「リスナーのプライベートの話」などを平気でパーソナリティーがぶっちゃけるなど、当時の1990年代のラジオ番組を模倣したことが功を奏したようである。

### 番組終了へ
しかし、KBS京都がイトマン事件に端を発する経営危機に直面し、1994年9月に会社更生法の適用を申請、翌年4月に適用が決まった。
KBS京都が会社更生法申請に至ったのとほぼ同時期の1994年10月改編から、当番組中で3年ぶりの箱番組となる、ニッポン放送よりネットの「独占!!Jリーグエキスプレス」が放送開始された。また、それと同じくして当時火曜担当の杉原と近藤および金曜担当の日高によるダイヤルQ2サービスが開始された。
田原音彦が降板したあたりから、枠の打ち切りが真剣に討議されるようになった。バブル経済最盛期に始まった『はいぱぁ』は翌年春の改編でまず金曜枠が打ち切られ『青春ベジタブル』も終了し、更に1996年春改編をもって『ハイヤングKYOTO (第二期)』に取って代わられた。

## 担当パーソナリティ
| 期間    | 期間    | 月曜日     | 火曜日 | 水曜日                    | 木曜日     | 金曜日       |
| ------- | ------- | ---------- | ------ | ------------------------- | ---------- | ------------ |
| 1989.04 | 1989.09 | 冨永みーな | 真璃子 | 田原音彦                  | 斉藤満喜子 | 池田政典     |
| 1989.10 | 1991.09 | 冨永みーな | 杉原徹 | 田原音彦                  | 沢田聖子   | 日髙のり子   |
| 1991.10 | 1992.03 | 冨永みーな | 杉原徹 | 田原音彦                  | シャインズ | 日髙のり子   |
| 1992.04 | 1993.03 | 冨永みーな | 杉原徹 | 田原音彦                  | 坪倉唯子   | 日髙のり子   |
| 1993.04 | 1994.03 | 冨永みーな | 杉原徹 | 田原音彦                  | 沢田聖子   | 日髙のり子   |
| 1994.04 | 1994.09 | 山寺宏一   | 杉原徹 | 田原音彦                  | 沢田聖子   | 日髙のり子   |
| 1994.10 | 1995.03 | 山寺宏一   | 杉原徹 | クローゼットフリーク      | 沢田聖子   | 日髙のり子   |
| 1995.04 | 1995.09 | 日髙のり子 | 杉原徹 | クローゼットフリーク      | 沢田聖子   | （放送終了） |
| 1995.10 | 1996.03 | 日髙のり子 | 杉原徹 | ジャガー横田 バイソン木村 | 沢田聖子   | （放送終了） |

### 月曜日
- 冨永みーな（〜1994.3.28）
- 山寺宏一（1994.4.4〜1995.3.27）
- 日髙のり子（1995.4.3〜1996.3.25）

※日高はハイヤングKYOTO (第二期)月曜へ引き続き移行。

### 火曜日
- 真璃子（〜1989.9）
- 杉原徹（1989.10.10〜1996.3.26）

※アシスタント：梶野秀樹（?）、野咲たみこ（?〜1994.6?）、彩裕季（1994.6?〜1994.9）、近藤ナツコ（1994.10〜1996.3･26）
※杉原と近藤はハイヤングKYOTO (第二期)水曜へ引き続き移行。

### 水曜日
- 田原音彦（〜1994.9）

※アシスタント：城山美佳子（当時・パンプキン）（〜1991.3）、相馬裕子（1991.4〜1994.9）
- クローゼットフリーク（※開始半年はてつと山田名義）（1994.10〜1995.9）

やまだひさしがコンビ時代に担当。
- ジャガー横田・バイソン木村（1995.10〜1996.3）

### 木曜日
- 斉藤満喜子（〜1989.9）
- 沢田聖子（【第一期】1989.10.12〜1991.9.26、【第二期】1993.4〜1996.3）

※家庭の事情を理由に一旦降板するが、坪倉のスケジュールの都合による急遽降板により、復帰。
第一期では、岡崎倫典、TARAKOなどが週替わりでアシスタントパーソナリティを務めていた。
- シャインズ（1991.10〜1992.3）
- 坪倉唯子（1992.4〜1993.3）

※アシスタント：新島弥生（1992.4?〜1996.3）、浅野宮子（1995.4〜1996.3）

### 金曜日
- 池田政典（〜1989.9.29）
- 日髙のり子（1989.10.13〜1995.3.27）

※1995年3月一杯で金曜枠は廃止。その後、日高は月曜へ異動。